# Cañada del Totomoxtle
Cañada del Totomoxtle är en ort i Mexiko.   Den ligger i kommunen San Sebastián Ixcapa och delstaten Oaxaca, i den sydöstra delen av landet, 300 km söder om huvudstaden Mexico City. Cañada del Totomoxtle ligger 146 meter över havet och antalet invånare är 356.
Terrängen runt Cañada del Totomoxtle är platt åt sydväst, men åt nordost är den kuperad. Runt Cañada del Totomoxtle är det ganska glesbefolkat, med 29 invånare per kvadratkilometer. Närmaste större samhälle är San Juan Cacahuatepec, 11,8 km norr om Cañada del Totomoxtle. Omgivningarna runt Cañada del Totomoxtle är en mosaik av jordbruksmark och naturlig växtlighet.